# SimScale
SimScale - це програмний продукт автоматизації інженерних розрахунків (CAE) на основі хмарних обчислень. SimScale розроблений SimScale GmbH і дозволяє виконувати обчислення гідродинаміки, аналіз методом скінченних елементів і теплові симуляції. Бекенд платформи використовує відкриті вихідні коди:
- Метод скінченних елементів: Code_Aster і CalculiX[en]
- Обчислювальна гідродинаміка:  OpenFOAM

Так як SimScale заснований на хмарних сервісах, це дозволяє користувачам виконувати моделювання і, в свою чергу, розглядати більшу кількість конструктивних змін, у порівнянні з моделюванням з використання локальних комп'ютерних систем.

## Історія
SimScale GmbH була заснована в 2012 році п'ятьма випускниками Мюнхенського технічного університету. Після бета-тестування, платформа SimScale була запущена у другому півріччі 2013 року.
2 грудня 2015 року був анонсований громадський план, щоб зробити безкоштовний доступ до платформи, в рамках ініціативи демократизації САПР і розширити свою базу користувачів професійних інженерів і САПР експертів для включення малих і середніх підприємств, а також студентів і окремих розробників продукту.
У 2016  почалася їх співпраця SimScale з Autodesk по розробці можливості легкого завантаження користувачам Fusion 360 своїх 3D-моделей (CAD) моделей безпосередньо на SimScale платформу. В кінці 2016 року SimScale Academy була запущена, забезпечивши появу нової навчальної платформи на запит курсів інженерного моделювання.
Станом на грудень 2016 року, кількість підписних SimScale користувачів досягла 80 000, а число проектів моделювання у вільному доступі в публічному проекті SimScale перевищило 1500.
У вересні 2017 року кількість користувачів платформи SimScale досягнуло 100 000.

## Типи інженерних обчислень
Платформа SimScale надає можливості для вирішення та візуалізації різних інженерних задач. Нижче наведені приклади з бібліотек проектів SimScale.

### Метод кінцевих елементів (FEA)
FEA модуль SimScale використовує відкриті вихідні коди / рішення Code_Aster і CalculiX. Ці коди дозволяють лінійного і нелінійного статичного/динамічного аналізу конструкцій. Code_Aster використовується для моделювання із урахуванням втоми матеріалу, пошкодження, механіки руйнування, механіки контактної взаємодії, геоматеріалів, пористого середовища, мульти-фізики муфти і багато іншого. CalculiX має аналогічні функціональні можливості, дозволяючи користувачам створювати, розраховувати і аналізувати FEA.
| Linear static analysis | Nonlinear static analysis          | Linear dynamic analysis | Нелінійний динамічний аналіз |
| ---------------------- | ---------------------------------- | ----------------------- | ---------------------------- |
|                        | Nonlinear Static Analysis Snap Fit | Mobile Phone Drop Test  |                              |
| Multibody dynamics     | Гармонійний аналіз                 | Модальний аналіз        | Моделі матеріалів            |
|                        |                                    |                         |                              |

### Обчислювальна гідродинаміка
SimScale використовує OpenFOAM для моделювання потоку рідини та газів. Наступні типи аналізу інтегровані у SimScale:
| Ламінарний потік   | Турбулентні потоки           | Нестискуваний потік |
| ------------------ | ---------------------------- | --- |
|                    |                              | Згаданий потоків як постійні щільності, навіть стискувані рідини можуть мати цей тип наближення потоку при низьких швидкостях, як показано на малюнку. Проект [Архівовано 30 серпня 2017 у Wayback Machine.]: нестисливого потік через трубку Вентурі інжектор. |
| Багатофазних потік | Пасивний скалярний транспорт | Взаємодія потоку та твердого тіла |
|                    |                              | |

### Термодинаміка
Термодинамічний модуль SimScale використовує OpenFOAM для задач з твердим тілом і задач, де присутня теплова взаємодія між рідиною та твердим тілом. Для термо-структурного аналіз, SimScale використовує Code_Aster і CalculiX. В даний час, SimScale дозволяє моделювати телопровідність, спряженого теплообмін і конвективний теплообмін. Види аналізу які можна використовувати за допомогою SimScale:
| Термомеханічний аналіз                  | Конвекці                               | Теплообмін                        | Радіаційний теплообмін           |
| --------------------------------------- | -------------------------------------- | --------------------------------- | -------------------------------- |
| Thermal - Structural Analysis of a Pipe | SimScale Thermal Analysis - Convection | SimScale Conduction heat transfer | SimScale Radiation heat transfer |

Спряжений теплообмін, що імітує теплові перенесення енергії між твердою і рідкою формами - це найбільш часто використовуваний спосіб у конструкції теплообмінників, підігрівачів, охолоджувачів, електронні компоненти і інших джерел тепла.
| Спряжений теплообмін |
| -------------------- |
|                      |

## Формат файлів
SimScale дозволяє імпортувати геометрію в форматах STEP і STL; меші в форматах OpenFOAM, MED. Крім того, геометрія може бути безпосередньо імпортована від партнера Onshape.
Застосунок SimScale для Autodesk Fusion 360 дозволяє прямий імпорт моделей з Autodesk Fusion з 360 до SimScale.

## Промислове застосування
Програмне забезпечення платформи SimScale знаходить застосування в широкому спектрі галузей промисловості, таких як ОВК, вітроенергетика, автомобільна промисловість, аерокосміча галузь, електроніка, промислове устаткування і машини, радіатори, споживчі товари, біомеханіка і т. д. Японська компанія Tokyowheel — розробник гоночних коліс для спортсменів — використовує SimScale, щоб визначити найбільш аеродинамічного профілю колеса. Carlsson Autotechnik оптимізували аеродинаміку свого автомобіля за допомогою SimScale. Malaika, компанія, що спеціалізується на розробці і виробництві автомобільних крісел, використовувала симулятор SimScale FEA lkz моделювання функціональних можливостей для проектування безпечних автокрісел для дітей.

## Спільнота SimScale
У SimScale Community Plan було запущено 2 грудня 2015 року на основі нового раунду інвестицій, під керівництвом Union Square Ventures (USV). Community Plan є безкоштовним і включає в себе 3000 годин розрахуноків і 500 ГБ пам'яті на рік для кожного зареєстрованого користувача. Моделювання/проекти, створені користувачами зареєстрованим у рамках "Community Plan", є доступними для всіх інших користувачів SimScale публічних бібліотек проекту [Архівовано 23 вересня 2017 у Wayback Machine.]. Будь-який зареєстрований користувач може використовувати ці проекти як шаблон, щоб змінити або скопіювати.

## Інформаційно-просвітницька програма SimScale
SimScale також організувала кілька безкоштовних вебінарів в рамках своєї навчальної програми для популяризації технологій серед любителів та дизайнерів. Вебінари, організовані SimScale включають в себе:
- CFD Майстер-клас[36]
- FEA Майстер-клас[37]
- Термічний Аналіз Практикум[38]
- 3D-принтер Практикум[39]
- F1 Аеродинаміка Практикум[40]
- Моделювання в Біомедичної інженерії майстерні[41]
- CFD в Формула студент і Формула SAE Практикум[42]

Крім того, у 2016 році SimScale запустила свою академічну програму [Архівовано 25 червня 2017 у Wayback Machine.] для розвитку зв'язків зі школами, університетами та окремими дослідниками. В рамках програми, SimScale пропонує студентам безкоштовні передплати на професійний тарифний план і спонсорує студентські команди, які беруть участь у змаганнях, таких як Формула SAE/Формула-студент, SpaceX Hyperloop Pod Design і т. д.